# Přečín
Přečín je vesnice, část obce Vacov v okrese Prachatice v Jihočeském kraji. Nachází se asi jeden kilometr severovýchodně od Vacova. Prochází zde silnice II/170. V roce 2011 zde trvale žilo devadesát obyvatel.
Přečín je také název katastrálního území o rozloze 3,49 km².

## Historie

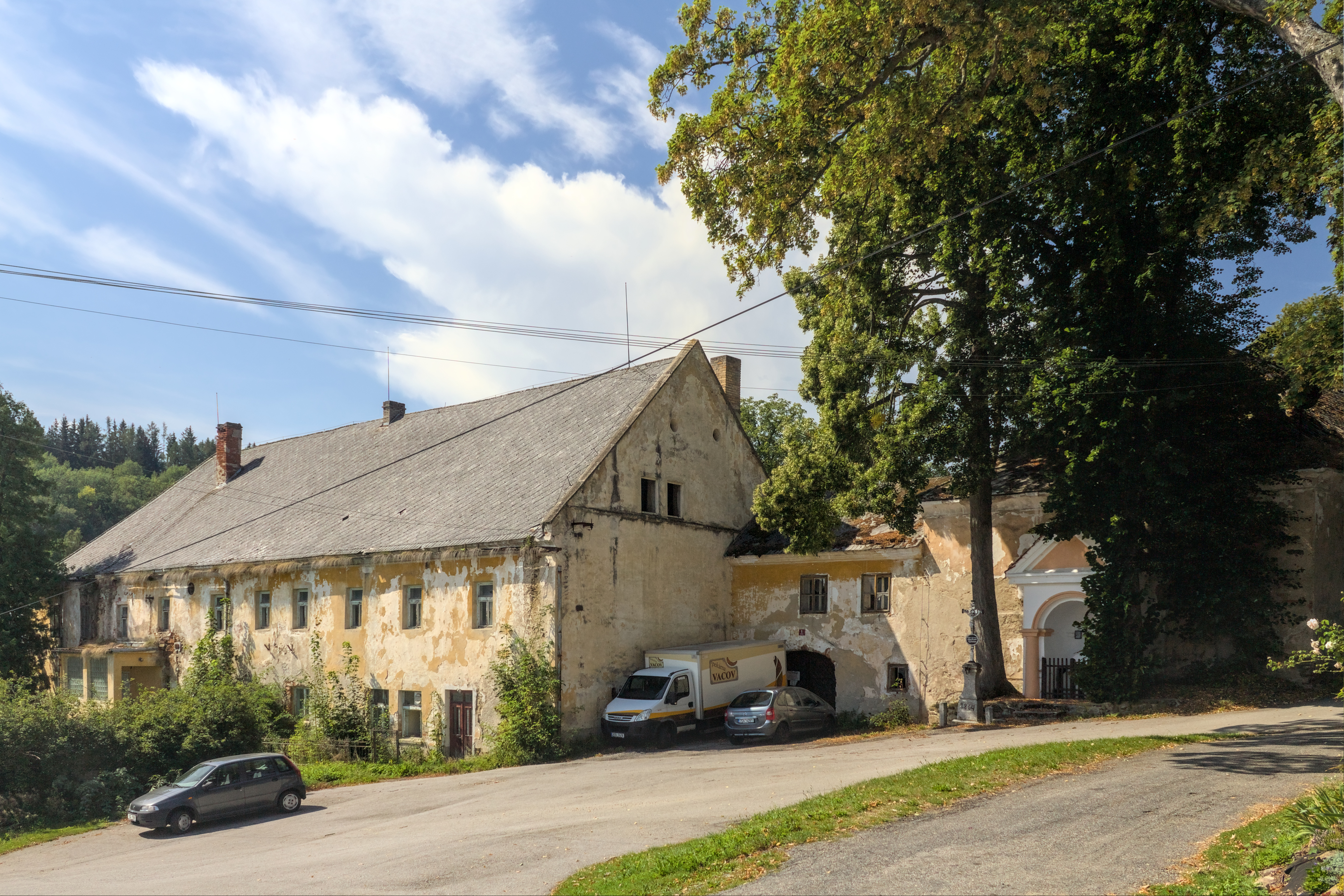
Zámek Přečín

První písemná zmínka o vesnici pochází z roku 1362.

## Obyvatelstvo
| Rok            | 1869 | 1880 | 1890 | 1900 | 1910 | 1921 | 1930 | 1950 | 1961 | 1970 | 1980 | 1991 | 2001 | 2011 | 2021 |
| -------------- | ---- | ---- | ---- | ---- | ---- | ---- | ---- | ---- | ---- | ---- | ---- | ---- | ---- | ---- | ---- |
| Počet obyvatel | 390  | 412  | 431  | 486  | 524  | 472  | 417  | 313  | 291  | 242  | 182  | 120  | 102  | 90   | 121  |
| Počet domů     | 49   | 56   | 57   | 61   | 72   | 73   | 76   | 80   | 73   | 68   | 59   | 71   | 72   | 74   | 75   |

## Obecní správa
Při sčítání lidu v letech 1850–1976 Přečín byl samostatnou obcí, se kterým patřil nejprve do okresu Strakonice, ale v roce 1950 v okrese Vimperk a od roku 1960 v okrese Prachatice. Od 30. dubna 1976 je částí obce Vacov v okrese Prachatice. V letech 1850–1909 k obci patřily Miřetice.

## Pamětihodnosti
- Zámek Přečín (kulturní památka ČR)

## Osobnosti
- V Přečíně bydlel posledních deset let svého života loutkoherec Matěj Kopecký (1775–1847).[zdroj⁠?!]
- Za druhé světové války zde žil na svém statku český generál, legionář a čelný představitel obce fašistické Radola Gajda (1892–1948).[9] Žil zde až do svého uvěznění v roce 1945.[zdroj⁠?!]